# Dietrich (Werkzeug)

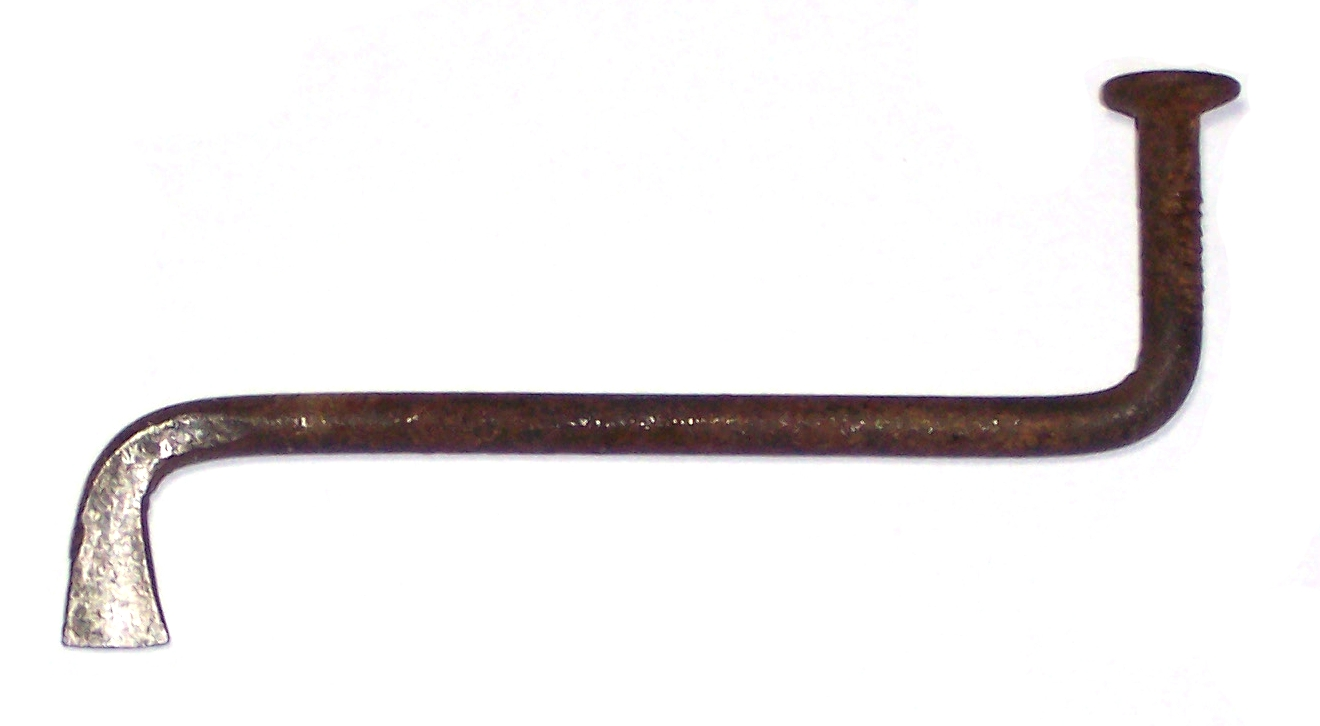
Ein einfacher, aus einem Nagel hergestellter, Dietrich, auch Sperrhaken genannt

Ein Dietrich ist ein Werkzeug zum gewaltfreien Öffnen bestimmter Schlösser. 

## Bezeichnung
Im 14. Jahrhundert wurden Nachschlüssel (auch Mit-, After-, Diebschlüssel) scherzhaft mit Männernamen bezeichnet, wie beispielsweise Peterchen, Klaus oder Kläuschen. Es wird angenommen, dass bei Dietrich der Anklang an „Dieb“, bei Peterchen der Gedanke an Petrus mit dem Himmelsschlüssel eine Rolle spielten. Das Wort ist im Deutschen seit dem 15. Jahrhundert belegt.

## Beschaffenheit

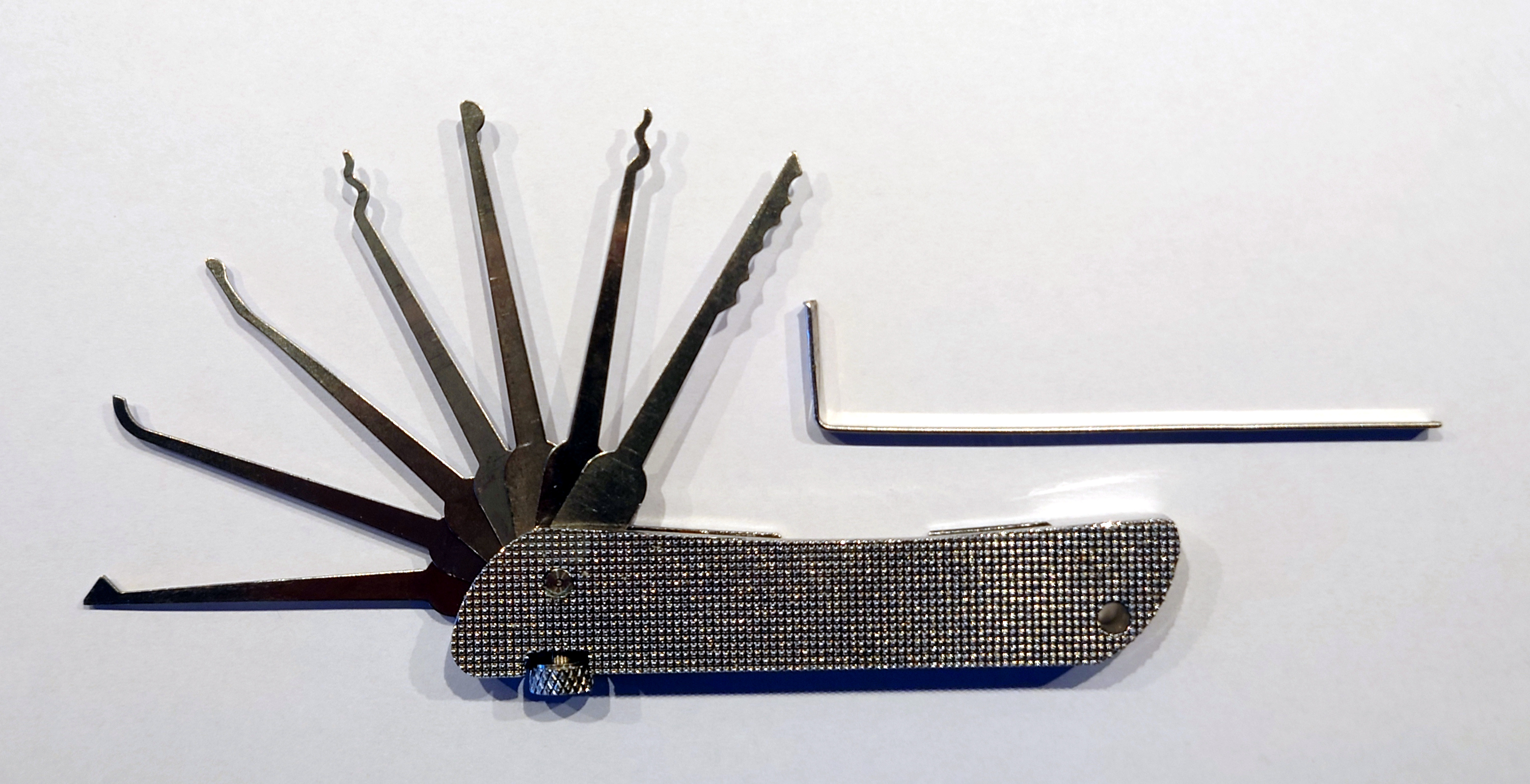
Ein Dietrich mit verschiedenen Haken zum Ausklappen mit einem Rad, um das gewählte Nachschließwerkzeug zu fixieren – rechts oben ein Spannwerkzeug zum Drehen des Schlosses

Der klassische Dietrich ist ein einfaches Sperrwerkzeug und dient zum Aufsperren von Buntbart- bzw. Besatzungsschlössern. Daneben gab und gibt es auch komplizierter geformte Spezialausführungen, die beispielsweise mit ausklappbaren Haken oder Bärten versehen sind und zum Öffnen von Tresoren mit sehr komplizierten Schlossmechanismen verwendet werden. Diese Werkzeuge wurden nicht nur von Kriminellen selbst angefertigt, sondern auch von Spezialfirmen offiziell für Fachleute hergestellt, die beruflich berechtigt waren, Schlösser zu öffnen (z. B. Schlossereien oder Schlüsseldienste).